# Fed Cup 2012 Zona Americana
La Zona Americana (Americas Zone) è una delle 3 divisioni zonali nell'ambito della Fed Cup 2012. Essa è a sua volta suddivisa in due gruppi (Gruppo I, Gruppo II) formati rispettivamente da 9 e 11 squadre, inserite in tali gruppi in base ai risultati ottenuti l'anno precedente.

## Gruppo I
- Sede: Graciosa Country Club, Curitiba, Brasile (terra rossa outdoor)
- Periodo: 30 gennaio-4 febbraio
- Formula: due gironi (Pool) da quattro e cinque squadre ciascuno, in cui ogni squadra affronta le altre incluse nel proprio Pool. Successivamente la prima in classifica del Pool A affronta la prima del Pool B per l'ammissione agli spareggi del Gruppo Mondiale II. Le ultime due di ciascun Pool si affrontano ad incrocio per evitare la retrocessione al Gruppo II della Zona Americana. Le due seconde si scontrano per stabilire il 3º e 4º posto, utile meramente alle statistiche.

|   | Pool A (Dettagli) | Argentina (bandiera) | Canada (bandiera) | Perù (bandiera) | Bahamas (bandiera) |
| 1 | Argentina (3-0)   |                      | 3-0               | 3-0             | 3-0                |
| 2 | Canada (2-1)      | 0-3                  |                   | 2-1             | 3-0                |
| 3 | Perù (1-2)        | 0-3                  | 1-2               |                 | 3-0                |
| 4 | Bahamas (0-3)     | 0-3                  | 0-3               | 0-3             |                    |

|   | Pool B (Dettagli) | Colombia (bandiera) | Paraguay (bandiera) | Brasile (bandiera) | Venezuela (bandiera) | Bolivia (bandiera) |
| 1 | Colombia (4-0)    |                     | 2-1                 | 2-1                | 3-0                  | 3-0                |
| 2 | Paraguay (3-1)    | 1-2                 |                     | 2-1                | 2-1                  | 3-0                |
| 3 | Brasile (2-2)     | 1-2                 | 1-2                 |                    | 2-1                  | 3-0                |
| 4 | Venezuela (1-3)   | 0-3                 | 1-2                 | 1-2                |                      | 3-0                |
| 5 | Bolivia (0-4)     | 0-3                 | 0-3                 | 0-3                | 0-3                  |                    |

### Play-off promozione
| Argentina 2 | Graciosa Country Club, Curitiba, Brasile 4 febbraio 2012 terra rossa outdoor | Graciosa Country Club, Curitiba, Brasile 4 febbraio 2012 terra rossa outdoor | Colombia 0 |     |     |  |
| \| \| \| \| 1 \| 2 \| 3 \| \| \| - \| \| --------------------------------------- \| --- \| --- \| --- \| \| \| 1 \| \| Paula Ormaechea Catalina Castaño \| 6 2 \| 6 4 \| \| \| \| 2 \| \| Florencia Molinero Mariana Duque-Marino \| 3 6 \| 6 2 \| 6 1 \| \| \| 3 \| \| \| \| \| \| \| |                                                                              |                                                                              |            |     |     |  |
| |                                                                              |                                                                              | 1          | 2   | 3   |  |
| 1 | Argentina (bandiera) · Colombia (bandiera)                                   | Paula Ormaechea Catalina Castaño                                             | 6 2        | 6 4 |     |  |
| 2 | Argentina (bandiera) · Colombia (bandiera)                                   | Florencia Molinero Mariana Duque-Marino                                      | 3 6        | 6 2 | 6 1 |  |
| 3 | Argentina (bandiera) · Colombia (bandiera)                                   |                                                                              |            |     |     |  |

- Argentina ammessa agli spareggi per il Gruppo Mondiale II.

### 3º-4º posto
| Canada 0 | Graciosa Country Club, Curitiba, Brasile 4 febbraio 2012 terra rossa outdoor | Graciosa Country Club, Curitiba, Brasile 4 febbraio 2012 terra rossa outdoor | Paraguay 2 |     |             |  |
| \| \| \| \| 1 \| 2 \| 3 \| \| \| - \| \| --------------------------------------- \| --- \| --- \| ----------- \| \| \| 1 \| \| Marie-Ève Pelletier Montserrat González \| 6 2 \| 3 6 \| 4 6 \| \| \| 2 \| \| Sharon Fichman Verónica Cepede Royg \| 6 2 \| 2 6 \| 3 6 \| \| \| 3 \| \| \| \| \| non giocato \| \| |                                                                              |                                                                              |            |     |             |  |
| |                                                                              |                                                                              | 1          | 2   | 3           |  |
| 1 | Canada (bandiera) · Paraguay (bandiera)                                      | Marie-Ève Pelletier Montserrat González                                      | 6 2        | 3 6 | 4 6         |  |
| 2 | Canada (bandiera) · Paraguay (bandiera)                                      | Sharon Fichman Verónica Cepede Royg                                          | 6 2        | 2 6 | 3 6         |  |
| 3 | Canada (bandiera) · Paraguay (bandiera)                                      |                                                                              |            |     | non giocato |  |

### Play-off retrocessione
| Perù 2 | Graciosa Country Club, Curitiba, Brasile 4 febbraio 2012 terra rossa outdoor | Graciosa Country Club, Curitiba, Brasile 4 febbraio 2012 terra rossa outdoor | Bolivia 0 |     |             |  |
| \| \| \| \| 1 \| 2 \| 3 \| \| \| - \| \| ------------------------------- \| --- \| --- \| ----------- \| \| \| 1 \| \| Patricia Ku Flores Nabila Farah \| 6 0 \| 6 3 \| \| \| \| 2 \| \| Bianca Botto Noelia Zeballos \| 6 2 \| 6 2 \| \| \| \| 3 \| \| \| \| \| non giocato \| \| |                                                                              |                                                                              |           |     |             |  |
| |                                                                              |                                                                              | 1         | 2   | 3           |  |
| 1 | Perù (bandiera) · Bolivia (bandiera)                                         | Patricia Ku Flores Nabila Farah                                              | 6 0       | 6 3 |             |  |
| 2 | Perù (bandiera) · Bolivia (bandiera)                                         | Bianca Botto Noelia Zeballos                                                 | 6 2       | 6 2 |             |  |
| 3 | Perù (bandiera) · Bolivia (bandiera)                                         |                                                                              |           |     | non giocato |  |

| Venezuela 2 | Graciosa Country Club, Curitiba, Brasile 4 febbraio 2012 terra rossa outdoor | Graciosa Country Club, Curitiba, Brasile 4 febbraio 2012 terra rossa outdoor | Bahamas 0 |     |             |  |
| \| \| \| \| 1 \| 2 \| 3 \| \| \| - \| \| ----------------------------- \| --- \| --- \| ----------- \| \| \| 1 \| \| Gabriela Paz Nikkita Fountain \| 6 2 \| 6 0 \| \| \| \| 2 \| \| Andrea Gámiz Simone Pratt \| 6 4 \| 6 2 \| \| \| \| 3 \| \| \| \| \| non giocato \| \| |                                                                              |                                                                              |           |     |             |  |
| |                                                                              |                                                                              | 1         | 2   | 3           |  |
| 1 | Venezuela (bandiera) · Bahamas (bandiera)                                    | Gabriela Paz Nikkita Fountain                                                | 6 2       | 6 0 |             |  |
| 2 | Venezuela (bandiera) · Bahamas (bandiera)                                    | Andrea Gámiz Simone Pratt                                                    | 6 4       | 6 2 |             |  |
| 3 | Venezuela (bandiera) · Bahamas (bandiera)                                    |                                                                              |           |     | non giocato |  |

- Bolivia e Bahamas retrocesse al Gruppo II della zona Americana nel 2013.

## Gruppo II
- Sede: Club San Javier, Guadalajara, Messico
- Periodo: 16-21 aprile
- Formula: Le squadre classificate nei primi due posti di ciascun girone si incrociano (prima del Pool A contro seconda del Pool B e viceversa) e le due squadre vincenti vengono promosse al Gruppo I per l'edizione successiva. A seguito del ritiro di Giamaica e Panama, con conseguente riduzione del numero di squadre da 11 a 9, la quinta classificata del Pool B è automaticamente classificata al nono e ultimo posto.

|   | Pool A (Dettagli)       | Trinidad e Tobago (bandiera) | Guatemala (bandiera) | Ecuador (bandiera) | Rep. Dominicana (bandiera) |
| 1 | Trinidad e Tobago (3-0) |                              | 3-0                  | 3-0                | 3-0                        |
| 2 | Guatemala (2-1)         | 0-3                          |                      | 3-0                | 3-0                        |
| 3 | Ecuador (1-2)           | 0-3                          | 0-3                  |                    | 2-1                        |
| 4 | Rep. Dominicana (0-3)   | 0-3                          | 0-3                  | 1-2                |                            |

|   | Pool B (Dettagli) | Cile (bandiera) | Messico (bandiera) | Porto Rico (bandiera) | Uruguay (bandiera) | Costa Rica (bandiera) |
| 1 | Cile (4-0)        |                 | 3-0                | 2-1                   | 3-0                | 3-0                   |
| 2 | Messico (3-1)     | 0-3             |                    | 2-1                   | 3-0                | 3-0                   |
| 3 | Porto Rico (2-2)  | 1-2             | 1-2                |                       | 2-1                | 3-0                   |
| 4 | Uruguay (1-3)     | 0-3             | 0-3                | 1-2                   |                    | 2-1                   |
| 5 | Costa Rica (0-4)  | 0-3             | 0-3                | 0-3                   | 1-2                |                       |

### Spareggi promozione
| Trinidad e Tobago 0 | Club San Javier, Guadalajara, Messico 21 aprile 2012 Terra rossa outdoor | Club San Javier, Guadalajara, Messico 21 aprile 2012 Terra rossa outdoor | Messico 2 |     |     |             |
| \| \| \| \| 1 \| 2 \| 3 \| \| \| - \| \| ------------------------------------------------------------------------ \| --- \| --- \| --- \| ----------- \| \| 1 \| \| Anneliese Rose Marcela Zacarías \| 1 6 \| 1 6 \| \| \| \| 2 \| \| Yolande Leacock Ana Sofía Sánchez \| 4 6 \| 6 3 \| 1 6 \| \| \| 3 \| \| Yolande Leacock / Anneliese Rose Ana Paula de la Pena / Marcela Zacarías \| \| \| \| non giocato \| |                                                                          |                                                                          |           |     |     |             |
| |                                                                          |                                                                          | 1         | 2   | 3   |             |
| 1 | Trinidad e Tobago (bandiera) · Messico (bandiera)                        | Anneliese Rose Marcela Zacarías                                          | 1 6       | 1 6 |     |             |
| 2 | Trinidad e Tobago (bandiera) · Messico (bandiera)                        | Yolande Leacock Ana Sofía Sánchez                                        | 4 6       | 6 3 | 1 6 |             |
| 3 | Trinidad e Tobago (bandiera) · Messico (bandiera)                        | Yolande Leacock / Anneliese Rose Ana Paula de la Pena / Marcela Zacarías |           |     |     | non giocato |

| Guatemala 0 | Club San Javier, Guadalajara, Messico 21 aprile 2012 Terra rossa outdoor | Club San Javier, Guadalajara, Messico 21 aprile 2012 Terra rossa outdoor      | Cile 2 |     |   |             |
| \| \| \| \| 1 \| 2 \| 3 \| \| \| - \| \| ----------------------------------------------------------------------------- \| --- \| --- \| - \| ----------- \| \| 1 \| \| Kirsten-Andrea Weedon Cecilia Costa Melgar \| 4 6 \| 3 6 \| \| \| \| 2 \| \| Daniela Schippers Andrea Koch-Benvenuto \| 1 6 \| 4 6 \| \| \| \| 3 \| \| Daniela Schippers / Kirsten-Andrea Weedon Cecilia Costa Melgar / Camila Silva \| \| \| \| non giocato \| |                                                                          |                                                                               |        |     |   |             |
| |                                                                          |                                                                               | 1      | 2   | 3 |             |
| 1 | Guatemala (bandiera) · Cile (bandiera)                                   | Kirsten-Andrea Weedon Cecilia Costa Melgar                                    | 4 6    | 3 6 |   |             |
| 2 | Guatemala (bandiera) · Cile (bandiera)                                   | Daniela Schippers Andrea Koch-Benvenuto                                       | 1 6    | 4 6 |   |             |
| 3 | Guatemala (bandiera) · Cile (bandiera)                                   | Daniela Schippers / Kirsten-Andrea Weedon Cecilia Costa Melgar / Camila Silva |        |     |   | non giocato |

- Cile e  Messico promosse al Gruppo I della Zona Americana nel 2013.

### 5º-6º posto
| Ecuador 1 | Club San Javier, Guadalajara, Messico 21 aprile 2012 Terra rossa outdoor | Club San Javier, Guadalajara, Messico 21 aprile 2012 Terra rossa outdoor             | Porto Rico 2 |     |     |  |
| \| \| \| \| 1 \| 2 \| 3 \| \| \| - \| \| ------------------------------------------------------------------------------------ \| --- \| --- \| --- \| \| \| 1 \| \| Rafaela Gómez Yolimar Ogando \| 6 3 \| 2 6 \| 1 6 \| \| \| 2 \| \| Paula Castro Mónica Puig \| 1 6 \| 0 6 \| \| \| \| 3 \| \| Paula Castro / Joselyn Margarita Treyes Albarracín Erica Braschi / Ana Sofía Cordero \| 1 6 \| 6 3 \| 6 1 \| \| |                                                                          |                                                                                      |              |     |     |  |
| |                                                                          |                                                                                      | 1            | 2   | 3   |  |
| 1 | Ecuador (bandiera) · Porto Rico (bandiera)                               | Rafaela Gómez Yolimar Ogando                                                         | 6 3          | 2 6 | 1 6 |  |
| 2 | Ecuador (bandiera) · Porto Rico (bandiera)                               | Paula Castro Mónica Puig                                                             | 1 6          | 0 6 |     |  |
| 3 | Ecuador (bandiera) · Porto Rico (bandiera)                               | Paula Castro / Joselyn Margarita Treyes Albarracín Erica Braschi / Ana Sofía Cordero | 1 6          | 6 3 | 6 1 |  |

### 7º-8º posto
| Rep. Dominicana 1 | Club San Javier, Guadalajara, Messico 21 aprile 2012 Terra rossa outdoor | Club San Javier, Guadalajara, Messico 21 aprile 2012 Terra rossa outdoor | Uruguay 2 |     |   |  |
| \| \| \| \| 1 \| 2 \| 3 \| \| \| - \| \| ----------------------------------------------------------------- \| --- \| --- \| - \| \| \| 1 \| \| Karla Portalatín Sara Quiroga \| 1 6 \| 0 6 \| \| \| \| 2 \| \| Michelle Marie Valdez María José Pintos \| 6 2 \| 6 2 \| \| \| \| 3 \| \| Joelle Schad / Michelle Marie Valdez Sara Quiroga / Virginia Sadi \| 4 6 \| 4 6 \| \| \| |                                                                          |                                                                          |           |     |   |  |
| |                                                                          |                                                                          | 1         | 2   | 3 |  |
| 1 | Rep. Dominicana (bandiera) · Uruguay (bandiera)                          | Karla Portalatín Sara Quiroga                                            | 1 6       | 0 6 |   |  |
| 2 | Rep. Dominicana (bandiera) · Uruguay (bandiera)                          | Michelle Marie Valdez María José Pintos                                  | 6 2       | 6 2 |   |  |
| 3 | Rep. Dominicana (bandiera) · Uruguay (bandiera)                          | Joelle Schad / Michelle Marie Valdez Sara Quiroga / Virginia Sadi        | 4 6       | 4 6 |   |  |